# Safareigs d'Agramunt
Els Safareigs d'Agramunt són una obra del municipi d'Agramunt (Urgell) protegida com a bé cultural d'interès local.

## Descripció
El safareig d'Agramunt consta d'una font central de caràcter monumental que distribueix aigua a dues grans piques en forma d'U. Una era per rentar i l'altre per esbandir.

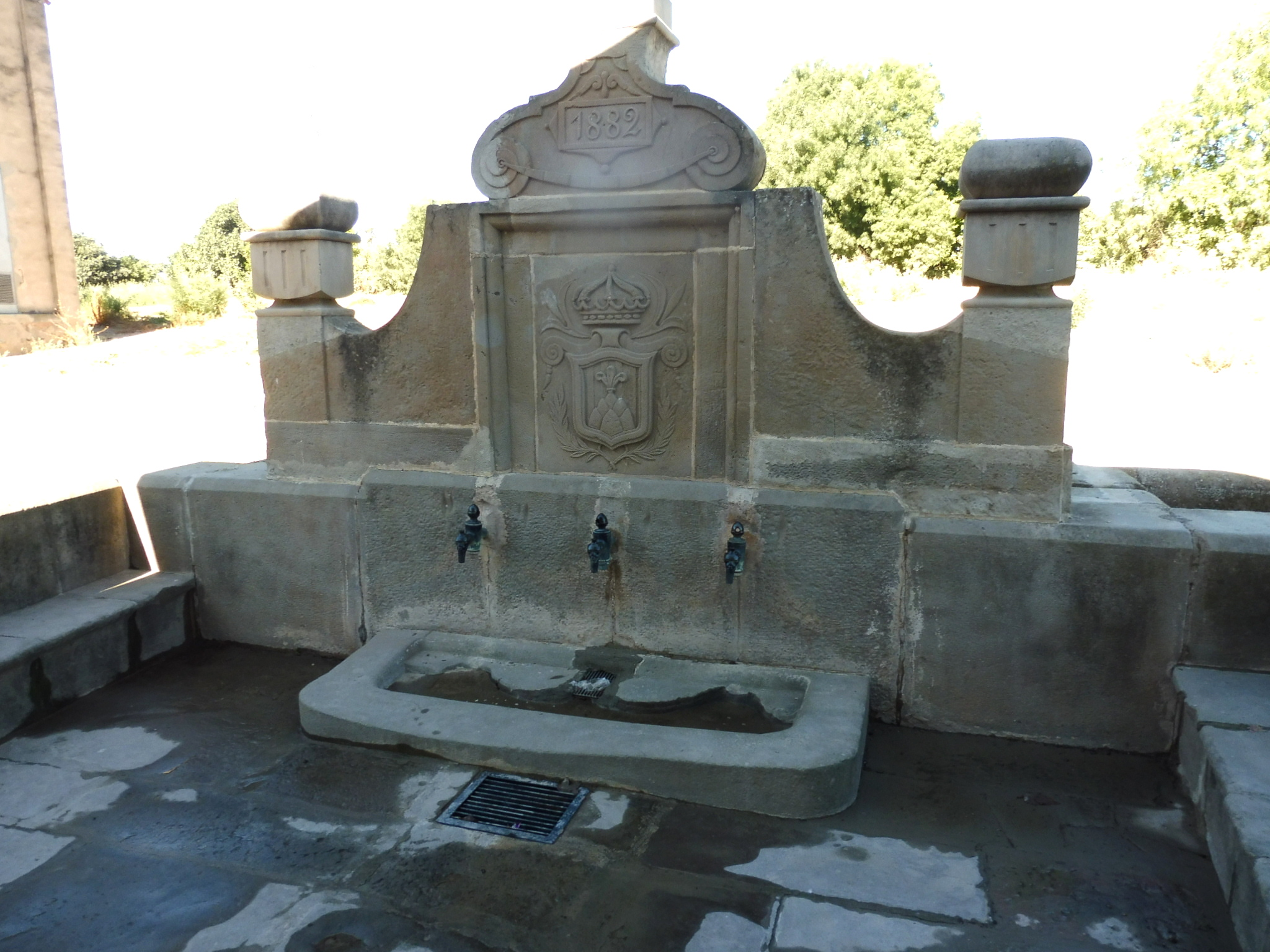
Font dels safareigs

 La font està inspirada en el llenguatge arquitectònic clàssic d'inspiració barroca. La forma recorda a un frontó amb volutes als costats i coronat per un pilar de amb una esfera a la part superior. La composició és totalment simètrica. A la part central hi ha tres canelles, damunt l'escut d'Agramunt hi ha la data 1882 emmarcada i envoltada per una decoració curvilínia. La font i les piques són de pedra picada. A cada banda de la font hi ha unes piques rectangulars que subministren aigua a les grans piques en forma d'U. Hi ha un cobert al mig fet de columnes de ferro colat, encavallades de fusta i teulada metàl·lica. L'any 1924 es va construir un altre rentador per rentar la roba dels malalts.

## Història
L'any 1882, essent Alcalde Jaume Mestres, després de 20 anys de la construcció del canal d'Urgell es va construir el safareig, ben a prop d'aquest. L'any 1924, en temps de la dictadura de Primo de Rivera, la corporació municipal presidida pel Sr. Garcia va construir el safareig per rentar la roba dels malalts i la teulada que cobria part dels safareigs grans.
Malgrat que l'aigua corrent va arribar a les cases l'any 1902 el costum d'anar a rentar la roba els safareig es va mantenir fins als anys 70 quan les rentadores automàtiques es van fer populars. A partir d'aleshores el safareig va quedar abandonat. Als anys 90 sorgí l'interès per a la recuperació de la instal·lació. El 2003 es va fer la restauració del safareig que juntament amb el pou de gel, la cisterna dels dipòsits, el pont de ferro i la plaça del pou formen part de la ruta de l'aigua de la vila.